# Rutledge (Alabama)
Rutledge – miasto w Stanach Zjednoczonych, w stanie Alabama, w hrabstwie Crenshaw. W roku 2023 miasto zamieszkiwało 349 osób, a gęstość zaludnienia wynosiła 23 osoby/km².